# Усопп
Усопп (яп. ウソップ, Usoppu), також відомий під псевдонімами Король снайперів та «Бог» Усопп — вигаданий персонаж франшизи One Piece, створеної Еїтіро Одою. Він є снайпером Піратів Солом'яного капелюха.
Він був четвертим членом, який приєднався до команди Луффі, і третім офіційно після протистояння, яке вони мали з капітаном Куро. Його мрія — стати великим піратом, як його батько Ясопп, член рудоволосих піратів «Рудого» Шанкса.
Усопп відомий своїм довгим носом, що свідчить про те, що він схильний багато брехати. Він талановитий винахідник, художник і скульптор. У бою він покладається насамперед на рогатки, щоб стріляти різними видами боєприпасів з великою точністю в координації з набором брехні та іншої зброї, що дає йому унікальний стиль бою під назвою «Арсенал Усоппа». Щоб допомогти Солом’яним капелюхам врятувати Ніко Робін, він стає відомим під своїм альтер-его «Согекінг, Король снайперів» (яп. 狙撃の王様そげキング, Sogeki no Ō-sama Sogekingu), герой-снайпер у золотій масці та плащі. Оголошення Усоппом війни прапору Світового уряду фанати і критики називають одним з найкращих моментів One Piece. Зрештою, після того, як він допоміг Солом’яним капелюхам звільнити Дрессросу від правління Донкіхота Дофламінго, він стає відомим як «Бог» Усопп (яп. ゴッド ウソップ, Goddo Usoppu) завдяки звільненню тисяч людей від життя в рабстві, а також завдяки світлу, що осяяло Усоппа зверху, коли він під землею звертався до людей, яких він звільнив.

## Створення і задум
У оригінальному концепт-арті Солом'яних капелюхів Усопп був позначений віцекапітаном екіпажу. Усопп заснований на Піноккіо, а його ім’я посилається на «усо» (з японської — брехня) і байок Езопа. Коли один з фанатів запитав, якої національності були б члени Піратів Солом'яного капелюха, якби One Piece відбувався в реальному світі, Ода відповів, що Усопп був би африканцем. Усопп — єдиний пірат Солом’яного капелюха, якому присвоєно континент, а не національність.
Усопп має чорне волосся та довгий ніс і зазвичай носить темно-жовту хустину з ромбами, спеціальні снайперські окуляри та коричневий комбінезон із білим поясом і без сорочки під ним (попри те, що він носив темно-зелену сорочку в Скайпії). Свій знаменитий ніс Усопп успадкував від матері, а решта його обличчя нагадує батькове.
Після дворічної перерви Усопп кардинально змінюється фізично, стає більш м'язистим і з довшим волоссям. В Усоппа також з'являється новий капелюх, він носить окуляри на додачу до снайперки на шиї та навушників. Він також б'ється, використовуючи рослини з архіпелагу Боїн, що може бути натхненне оригінальним концепт-артом із зображенням чоловіка-ботаніка.

### Особистість
Усопп — один з найсентиментальніших піратів Солом'яного капелюха, він плаче або злиться в моменти емоційного стресу. На початку серіалу Усопп був брехуном і легко лякався, а також був тривожним, невпевненим і нав'язливим. Боягузтво Усоппа є результатом його страху і невпевненості, особливо коли він стикається з невизначеністю. Хоча Усопп боягуз за своєю природою, він здатний відкласти свої страхи на відчайдушні часи: незважаючи на небезпеку, Усопп йде назустріч своїм страхам заради своїх друзів, а іноді навіть людей, яких він ледь знає.

### Здібності
Незважаючи на те, що Усопп не вирізняється фізичною підготовленістю, Усопп, як і його батько, має унікальний приціл із рогатки, вона здатна вразити багатьох людей без жодного промаху, навіть на відстані, на якій він ледве бачить ціль. Для атаки Усопп використовує рогатку і стріляє сферичними снарядами, які він побудував і назвав «Зірки». Кожна зірка має різні ефекти: деякі включають вибух, дим, вогонь, колючий і навіть гострий соус. Після візиту Солом'яних капелюхів до Скайпії, Усопп додав до свого арсеналу отримані там циферблати у формі мушлі, артефакти, які можуть робити такі речі, як відбивати атаки, випускати вогонь. Після дворічного таймскіпу Усопп використовує рослинний стиль бою, заснований на рослинах з архіпелагу Бойн, замінюючи більшість звичайних боєприпасів, які він використовував раніше, на спеціальне насіння, яке може швидко вирости в повнорозмірні небезпечні рослини.
Варто також згадати, що Усопп є чудовим винахідником і художником, він намалював Веселого Роджера Луффі та створив Кліма-Такт для Намі. Крім того, коли команда була без корабельного майстра, Усопп був тим, хто ремонтував «Ґоїнґ меррі» щоразу, коли він отримував пошкодження.

### Воля
Усопп пробудив свою волю спостереження під час другої половини повстання на Дрессросі, коли він зміг побачити аури Луффі, Лоу і Шугар, які перебували в королівському палаці, зі старого Королівського плато біля Колізею Корріди. Завдяки цьому він зміг точно визначити місцезнаходження Шугар і вистрілити в неї з такої відстані.

## Появи

### One Piece
Усопп зустрічає Луффі та його друзів, коли вони прибувають у село Сироп. Він подружився з Луффі, дізнавшись, що той знає батька Усоппа Ясоппа, який є членом Рудоволосих піратів. Він також дізнається, що дворецький його подруги Каї насправді є піратом на ім'я Куро, який планує вбити Каю заради її стану. Він попереджає село про неминучий напад піратів Куро, але селяни не вірять йому через його звичку брехати. Кая, яка повністю довіряє своєму дворецькому, також відкидає його. Незважаючи на це, він вирішує боротися з піратами, щоб захистити своє село та зробити інцидент ще однією брехнею. Наступного ранку він бореться з Піратами Чорного Кота разом з Луффі та іншими, перемагає гіпнотизера Джанго та відвертає вбивство Каї. Він тримає цей інцидент у таємниці від села та відправляється з командою Луффі на кораблі «Ґоїнґ меррі», подарованому Каєю. Після демонстрації своєї майстерності з гарматою Усопп отримує посаду снайпера Піратів Солом'яного капелюха.
Коли Пірати Крейга атакують плавучий ресторан Бараті, Усопп і Зоро відправляються переслідувати Намі, яка зникла. Вони стають свідками спустошення міста Госа піратами Арлонга та зустрічають прийомну сестру Намі Ноджіко в селі Кокояші. Усопп був схоплений Арлонгом після порятунку жителя села Гендзо, але його врятувала Намі. У битві в парку Арлонг він зіткнувся з поплічником Арлонга Чу. Спочатку він тікає, але передумує і кидає виклик Чу безпосередньо, перемагаючи його палаючими боєприпасами. У Логтауні він отримує останню модель снайперських окулярів. У Літтл Гарден він зустрічає гігантських воїнів Доррі та Брогі, які змагаються понад століття, і вражений їхньою гордістю. Він кидає виклик Містеру 3 — агенту секретної злочинної компанії Барок Воркс — який заплямував дуель гігантів, і звільняє Зоро та його друзів із пастки Містера 3, використовуючи його слабкість до спеки. На острові Драм він і принцеса Нефертарі Віві ледь не гинуть під лавиною. Він веде повстанця Далтона до замку Драм і возз’єднується з командою Луффі.
Перед висадкою в Алабасті Намі просить Усоппа створити для неї зброю, і він винаходить Кліма-Такт. Він потрапляє в пастку і потрапляє в полон до Крокодила у його лігві, але Санджі звільняє його. У столиці Алабасти він стикається з Містером 2, який перемагає його і краде його окуляри. Пояснивши ситуацію Санджі, він приєднується до Тоні Тоні Чоппера у запеклій боротьбі проти команди Містера 4, в якій вони перемагають. На Небесному острові Усопп разом з Луффі та Санджі рятує Намі та інших, яких віднесли на жертовний вівтар, і вони вступають у бій проти жерця Саторі. Тієї ночі Усопп стає свідком того, як таємнича постать лагодить «Ґоїнґ меррі», що був пошкоджений під час нападу священника Шури. Наступного ранку Усопп залишається на кораблі у складі команди втечі, але зазнає поразки від Енеля. Прийшовши до тями, Усопп і Санджі таємно саботують корабель Енеля і рятують Намі. У битві проти піратів Фоксі він бере участь у «Гонці пончиків» разом із Намі та Робін. Хоча завдяки Усоппу вони відриваються на велику відстань, їм заважають здібності Фоксі, і вони програють перегони.
У Вотер 7, коли кошти на ремонт «Ґоїнґ меррі» були вкрадені компанією, що займається знесенням будинків «Френкі Фемілі», Усопп йде проти них сам, але його б'ють. Він просить вибачення у своїх товаришів, але Луффі розкриває своє рішення розлучитися з непоправним «Ґоїнґ меррі». Захищаючи гідність корабля, Усопп невдало бореться з Луффі на дуелі та залишає Піратів Солом'яного капелюха. Він і Френкі були схоплені підрозділом CP9 Світового уряду та посаджені на поїзд, що прямує до Еніес Лобі, але їх звільнив Санджі, який пробрався на борт. Дізнавшись, що Робін була схоплена CP9, Усопп відходить і повертається як фігура в масці «Согекінга, Короля снайперів» (яп. 狙撃の王様, Sogeki no Ō-sama), який приєднується до порятунку Робін. Поки Санджі та Френкі борються з охоронцями в поїзді, спроба Согекінга врятувати Робін зривається через її відмову.
В Еніес Лоббі Согекінг зустрічає гігантського воротаря Оймо та розповідає йому про ситуацію Доррі та Брогі, яка змушує його та його друга Кашії повстати. У Вежі Справедливості Согекінг за наказом Луффі збиває прапор Світового Уряду, шокуючи флот. Потім він зазнає поразки від Джабри з CP9, але стріляє по Спандаму, щоб запобігти захопленню Робін, і доставляє ключ, який він отримав від Зоро, значно сприяючи порятунку Робін. Під час битви Луффі з Робом Луччі Усопп знімає маску та підсилює рішучість Луффі своїми словами. Як Согекінг, він дивиться кінець «Ґоїнґ меррі» зі своїми друзями. Коли Луффі та його команда повертаються до Вотер 7 і збираються піти, Усопп спочатку намагається приєднатися до команди, не вирішивши питання, але врешті-решт визнає свою помилкову впертість і вибачається, таким чином примиряючись з Луффі і повертаючись до Піратів Солом'яного капелюха. Після інциденту з Еніес Лоббі Согекінгу призначено нагороду.
У Трилер Барку Усопп приземляється з Намі та Чоппером, і вони дізнаються таємницю зомбі в особняку Гогбека. Вони блукають особняком, рятуючись від зомбі, і зустрічаються з Френкі та Робін. Коли Усопп стикається з Пероною, її сила не впливає на нього, оскільки він «завжди негативний». Він бореться проти слуги Перони Кумаші, але, постійно ставлячи собі запитання як Согекінг, він здатний визначити слабкість Перони та перемогти її. Після цього він і команда перемагають гігантського зомбі-Весла.
Коли команда розлучається, Усопп висаджується на острові Грінстоун, де він вдосконалює свої навички протягом двох років, поки не возз'єднається з командою. На острові Дрессроза він звільняє територію поневолених рабів-іграшок, заробляючи собі тимчасову винагороду за свою голову у розмірі 500,000,000 від Дофламінго. Пізніше це стане постійною винагородою 200,000,000 під новим епітетом «Бог» Усопп (яп. ゴッド ウソップ, Goddo Usoppu), а після подій у Країні Вано — 500,000,000.

### Інші медіа
Усопп неодноразово з'являвся в інших медіа, зокрема в усіх ліцензійних електронних відеоіграх One Piece на сьогодні. Він також є допоміжним персонажем у Jump Super Stars. У 2006 році він з'явився у грі-кросовері Dragon Ball/One Piece/Naruto під назвою Battle Stadium D.O.N. як ігровий персонаж.

## Сприйняття
Усопп увійшов до топ-10 перших трьох опитувань популярності персонажів Shonen Jump. З четверте по сьоме опитування популярності Усопп входив до Топ-15 найпопулярніших персонажів. Усопп також брав активну участь у шести з десяти найзворушливіших сцен манги: похорон «Ґоїнґ меррі», Робін, яка каже, що хоче жити, від'їзд Солом'яних капелюх з Алабасти, момент порятунку Солом'яних капелюх завдяки «Ґоїнґ меррі», історія смерті матері Усоппа та благання Усоппа приєднатися до команди Луффі знову.
В опитуванні Oricon 2007 року Усоппа було визнано 10-м найбажанішим персонажем для спін-оффу і 5-м найпопулярнішим серед чоловіків. У рецензії на другий DVD-реліз Funimation Entertainment для Mania Entertainment Брайс Коултер зазначає, що Усопп «вносить багато комічного в серіал», але також зауважує, що він «часом може бути надто дратівливим».
Шон Кубільяс з Screen Rant написав: «Як постійний комік Солом'яних капелюхів, Усопп змушував фанатів сміятися протягом кількох років. Чи то навмисно, чи то через його мимовільне боягузтво, Усопп мав одні з найунікальніших взаємодій в історії. Однак його найбільш знакова сцена на сьогоднішній день — це та, що була абсолютно відвертою. Прикрашений як неймовірний Король снайперів, він просить Луффі оголосити війну всьому світу. Високо піднявши рогатку, Король снайперів збиває прапор Світового Уряду у вогняному полум'ї, яке перетворює його на попіл і освітлює все небо. За допомогою однієї лише рогатки Усоппу вдалося досить глибоко вразити фанатів». В іншій статті Кубільяс зазначив: «Більше фантазер, ніж боєць, Усопп проклав собі шлях за допомогою настільки детальних і грандіозних історій, що часто використовує їх, щоб обдурити своїх ворогів. Однак, він завжди приберігає свою найкращу брехню для своєї команди, оскільки розуміє, що будь-яка пригода з Манкі Д. Луффі може обернутися для нього катастрофою. Тож, як і багато дітей, які намагаються втекти зі шкільного спортзалу, Усопп звертається до лікарських записів. Якщо Усопп не хоче кудись йти або не хоче залишати корабель, він завжди каже, що у нього якась хвороба, як от улюблена фанатами «Хвороба-не можу-піти-на-цей-острів».
Крістіан Маркл з Comic Book Resources заявив, що Усопп мав найкращий розвиток персонажа Солом'яних капелюх завдяки своєму переходу від боягузтва до надійності, і зазначив, що він був єдиною людиною, яка тимчасово покинула команду з особистих причин.